# Брант, Себастьян

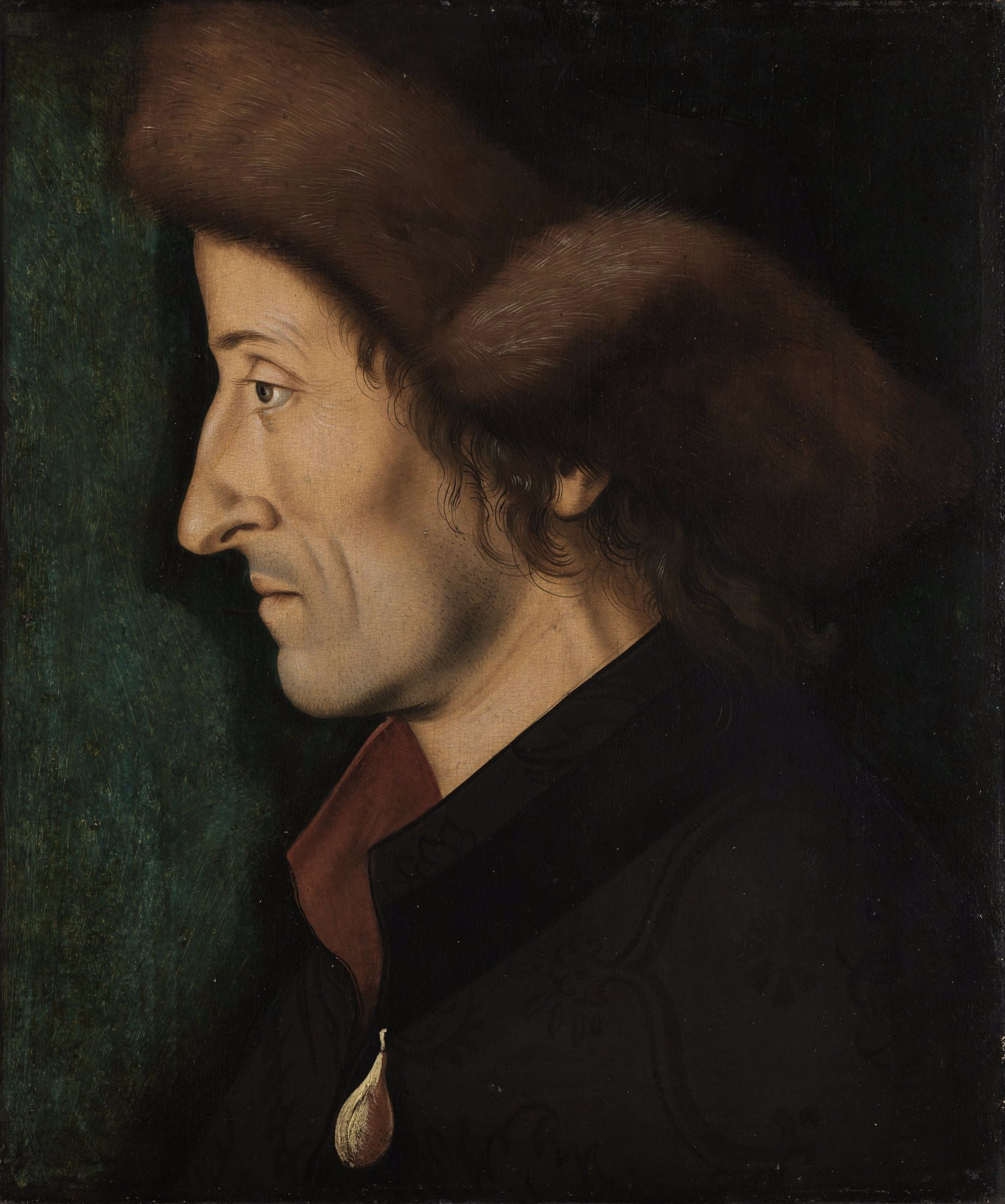
Ганс Бургкмайр. Портрет Себастьяна Бранта. Ок. 1508. Кунстхалле. Карлсруэ

Себастья́н (Себастиа́н) Брант (нем. Sebastian Brant; 1458, Страсбург — 10 мая 1521, Страсбург) — немецкий сатирик XV—XVI веков, автор сатирического произведения «Корабль дураков», прозаик, поэт, юрист, «доктор обоих прав».

## Биография
Изучал юриспруденцию и классическую литературу в Базеле, в 1484 году получил право преподавания, а в 1489 году — звание доктора обоих прав. Император Максимилиан даровал ему титул пфальцграфа и звание советника. В 1513 году Брант победил в споре с доминиканским монахом Вигандом Виртом о догмате бессемянного зачатия.

## Корабль дураков
Своей известностью Брант менее обязан многочисленным латинским стихотворениям, чем большой сатирической поэме «Корабль дураков» (нем. Narrenschiff, оригинальное название в XV веке — «Daß Narrenschyff ad Narragoniam») (Базель, 1494), в которой очень зло и метко бичует пороки и глупость своих современников. Книга эта долгое время пользовалась огромной популярностью среди народа благодаря здравому смыслу, прямоте и остроумию, а также знанию Библии (в том числе Притч), жизни и людей, которыми она проникнута. Она многократно издавалась и переделывалась и была переведена не только на латинский (пер. Якова Лохера, Базель, 1497), но и на большинство европейских языков.

## Память
- В память о С. Бранте и его произведении «Корабль дураков» астроном Л. Г. Карачкина назвала астероид (5896) Narrenschiff, открытый 12 ноября 1982 года.